# Biegonice
Biegonice – osiedle w Nowym Sączu w południowo-zachodniej części. Graniczy z osiedlami Dąbrówka i Wólki oraz z miejscowościami i gminami Stary Sącz i Podegrodzie. Obejmuje teren pomiędzy ulicami Węgierską, Elektrodową, Towarową oraz potokiem Ściubanowskim. Nazwa osiedla pochodzi od imienia Biegun.
Wzmiankowana w 1280 r. (dokument lokacyjny klasztoru klarysek starosądeckich). Wieś duchowna Bieganice, własność klasztoru klarysek w Starym Sączu, położona była w drugiej połowie XVI wieku w powiecie sądeckim województwa krakowskiego. Do 1782 r. była własnością klarysek starosądeckich. 
Od 1782 r. do skarbu austriackiego (tzw. fundusz religijny). Od ok. 1786 kolonia niemiecka Biegonice Niemieckie (Laufendorf).  Następnie gmina jednowioskowa. W latach 1954–1972 wieś należała i była siedzibą władz gromady Biegonice, do gromady należały: Biegonice, Dąbrówka Polska, Łazy Biegonickie, Myślec. W 1973 r. część Biegonic włączono do Nowego Sącza. Całe Biegonice włączono do Nowego Sącza w 1977 r.
Od 1990 r. osiedle z własnym samorządem.

## Historia

### Kalendarium
- 1257 – akt w Korczynie
- 1269 – św. Kinga otrzymała zgodę biskupa krakowskiego Pawła z Przemankowa na przekazanie jednego łana staropolskiego (126 morgów) na wybudowanie i wyposażenie kościoła w Biegonicach
- 1288 – w Biegonicach stanął pierwszy kościół modrzewiowy, który Kinga wyposażyła w szaty liturgiczne własnej roboty; kościół otrzymał wezwanie św. Wawrzyńca
- 1622 – zaraza pochłonęła prawie połowę ludności Biegonic. Ks. Stanisław Wcianeczek jako wotum dziękczynne za ocalenie postawił na Podoleńcu kościółek pw. Bożej opatrzności i św. Sebastiana.
- 1628 – od świec pozostawionych u Bożego Grobu w Wielką Sobotę zapalił się kościół św. Wawrzyńca. Opaleniu ulega obraz MB Biegonickiej, lecz uratowano i jego i część sprzętu liturgicznego oraz szaty. Nabożeństwa zostały przeniesione do kościółka na Podoleńcu.
- 1647 – pod opieką ksieni starosądeckiej Anny Lipskiej na miejscu spalonego kościoła powstał nowy – kamienny (kamień z Winnej Góry). Do końca XIX w. wokół kościoła istniał cmentarz.
- 1782 – kasata klasztoru OO. Franciszkanów i PP Klarysek w Starym Sączu. Kolonizacja józefińska w Biegonicach – powstała tzw. niemiecka wieś; koloniści byli wyznania ewangelickiego i mimo prawie 100 lat pobytu w Biegonicach nie spolonizowali się
- 1795 – niemiecki ksiądz Jan Bayer zburzył kościółek na Podoleńcu.
- 1873 – zaraza cholery pochłonęła 72 osoby, które zostały pochowane na Podoleńcu w miejscu dawnego kościółka. Dziś jest tam niewielka kapliczka choleryczna.
- 1907 – rozebranie kościoła i postawienie nowego w stylu nadwiślańskim z cegły licowej. Od strony ulicy Biegonickiej powstał kamienny mur oporowy. Budowę rozpoczął ks. Andrzej Niemiec a zakończył ks. Leon Miętus
- 12 VII 1921 – poświęcenie kościoła
- 1930 – kościół otrzymał polichromię ufundowaną przez mieszkającego i zmarłego w USA księdza Stefana Wierzyńskiego pochodzącego z Biegonic
- 1932 – za pieniądze ks. Wierzyńskiego zakupiono dzwon, który Niemcy w czasie wojny skonfiskowali
- 1939 – na miejscu karczmy przy bramie kościoła powstał kiosk; plany budowy Domu Opieki przerwała II wojna światowa
- 1941 – 21 sierpnia Niemcy rozstrzelali z karabinów maszynowych 32 zakładników, w odwecie za uwolnienie rok wcześniej z sądeckiego szpitala przez grupę Związku Walki Zbrojnej tajnego kuriera Jana Karskiego
- 1963 – ks. kanonik Stanisław Jasiak uzupełnił strop kościoła i odnowił polichromię
- 1980 – uzyskano pozwolenie na budowę nowej plebanii; budowa została rozpoczęta rok później
- 1980 – ks. bp Władysław Bobowski poświęcił nową plebanię
- 1990 – wzmocnienie stropu kościoła, wymiana więźby dachowej i pokrycie dachu blachą miedzianą, wymiana walącego się muru od str. ul. Biegonickiej, nowe drzwi do zakrystii i wejściowe
- 1991 – doprowadzenie wody na cmentarz; 10 nowych kinkietów na ściany boczne (wykonał Pan Boruta z Krakowa)
- 1992 – 2 nowe żyrandole do kaplic bocznych (Matki Bożej Różańcowej i Najświętszego Serca Pana Jezusa)
- 1993 – wymiana posadzki, adaptacja prezbiterium zgodnie z wymogami liturgicznymi (marmurowy ołtarz i ambona; przesunięcie ołtarza głównego pod ścianę); odnowienie polichromii oraz zabezpieczenie i odnowienie ołtarzy
- 1994 – odzłocenie Wielkiego Ołtarza, nowy kinkiet do kościoła; zakup pola na poszerzenie cmentarza

przy ulicy Węgierskiej
- 1995 – 3 nowe dzwony (św. Rodzina, św. Antoni, św. Józef)
- 1996 – nowe pancerne tabernakulum
- 1997 – wykup pola od rodziny Kosalów; przesunięcie potoku na zakupioną działkę; sygnalizacja alarmowa w koście
- 1998 – pierwszy diecezjalny przegląd parafialnych orkiestr dętych pod patronatem ks. bpa Wiktora Skworca
- 2000 – II diecezjalny przegląd parafialnych orkiestr dętych; peregrynacja kopii obrazu MB Częstochowskiej (5 maja)
- 2006 – rozpoczęcie budowy kaplicy przedpogrzebowej na gruntach przycmentarnych
- 2007 – prace wykończeniowe w kaplicy (otynkowano i pomalowano ściany, ułożono płytki, zamontowano chór i drzwi wejściowe, ocieplono budynek); odnowieniu poddano obraz Matki Bożej Biegonickiej z ołtarza bocznego oraz sam ołtarz; 1 września sprowadzono relikwie kości św. Siostry Faustyny a 8 września bandaż z ran Ojca Pio

### Czas II wojny światowej
W czasie II wojny światowej na terenie Biegonic rozstrzelano 74 osoby, w większości zakładników (w tym malarza Bolesława Barbackiego). Rozstrzelania miały miejsce 19 grudnia 1939, 21 sierpnia 1941 i 27 września 1941.

### Odkrycia archeologiczne
W czasie budowy zakładów Carbon (w latach 1960–1995 pod nazwą SZEW). W latach 1960–1972 odkryto zniszczone groby popielicowe z czasów prowincjonalno-rzymskich (1700–400 p.n.e.). 
Jak wykazały badania przeprowadzone przez UJ, na Winnej Górze (ok. 353,4 m n.p.m.), w latach 1957–1958, przez M. Cabalską, odkryto resztki wałów wysokich na ok. 13 m nad poziom ul. Węgierskiej. Gród posiadał podwójne obwałowania i wewnętrzną fosę, a panował nad szlakiem Poradzkim już w czasach rzymskich. W czasie badań odnaleziono w Popradzie fragmenty mieczów rzymskich. Wspomniana M. Cabalska lokuje tutaj gród kasztelański, który uległ zniszczeniu podczas tatarskich najazdów w XIII w. 
Dziś Winna Góra stanowi przede wszystkim punkt widokowy i miejsce uprawy roli dla okolicznych rolników.

## Zabytki biegonickie
Głównym zabytkiem jest kościół św. Wawrzyńca, a w nim:
- obraz MB Biegonickiej (XV–XVI w.),
- dzwon z 1553,
- krzyż procesyjny (XVI w.),
- chrzcielnica z 1668,
- obraz Przemienienia Pańskiego z ołtarza MB Biegonickiej
- kropielnica stojąca w przedsionku
- figura św. Floriana (obecnie znajdująca się przy remizie strażackiej)
- obraz świętej Rodziny (1910 r.)

oraz wiele innych sprzętów liturgicznych, rzeźb, figur itp.

## Winna Góra
Winna góra jest wysokim na 353,4 m n.p.m. wzniesieniem, usytuowanym nieopodal brzegu rzeki Poprad. Od strony rzeki znajduje się nieczynny kamieniołom, z którego kamień posłużył przy budowie biegonickiego kościoła. W wyniku badań przeprowadzonych przez ekipę UJ odkryto na Winnej Górze resztki wału ziemnego, broniącego grodu, który znajdował się tu już w czasach rzymskich a który kontrolował biegnący nieopodal szlak handlowy. Dziś z grodu nie zostało nic, a to co było zostało rozorane przez rolników. Winna góra jest wspaniałym punktem obserwacyjnym, z którego jak na dłoni widać pasmo Beskidu Sądeckiego, Pasmo Radziejowej i cały Nowy i Stary Sącz. 
W 1934 r., jako pamiątkę 1900-lecia śmierci Jezusa ustawiono na Winnej Górze drewniany krzyż, który wymieniono na nowy w roku 1989. 
Słowo "winna" nawiązuje do czasów najdawniejszych i porastającej południowy stok góry winorośli.
W czasie II wojny światowej przez Winną Górę przebiegały okopy, z których Niemcy ostrzeliwali Nowy Sącz. Działo się to w 1945 r., gdy miasto było już zajęte przez Armię Czerwoną na ulicy Elektrodowej stało duże działo oparte o dach jednego z domów i wymierzone w centrum Nowego Sącza. Mieszkańcy wspominający przejście frontu mówią o baterii katiuszy ustawionych na brzegu Popradu, a także o ogromnym smrodzie jaki ciągnął się za frontem. Żołnierze radzieccy zabierali mieszkańcom wszystkie zapasy żywnościowe demolując chałupy.

## Podoleniec
Jest to popularna nazwa części Biegonic, położonej poniżej poziomu samej dzielnicy. Na Podoleńcu, u zbiegu ulicy Towarowej i Elektrodowej znajduje się niewielkie wzniesienie, na którym kiedyś znajdował się kościółek św. Sebastiana, a potem cmentarz choleryczny. Dziś znajduje się tam niewielka kapliczka z figurą Matki Bożej Niepokalanej, upamiętniająca dawne przeznaczenie tego terenu. W uroczystość Bożego Ciała procesja kieruje się właśnie w kierunku kapliczki, przy której lokowany jest ołtarz. Nieopodal kapliczki znajduje się stadion piłkarski "Biegoniczanka" i stacja kolejowa, za którymi znajdują się już pola uprawne i rzeki Poprad i Dunajec.
W czasach przedwojennych cmentarz na Podoleńcu stanowił jedną działkę z gospodarstwem Gargasów, w okresie zarazy chowano tam ludzi ponieważ wówczas nie było już żadnych zabudowań aż do samego Dunajca. Ostatnim budynkiem był dwór Grzesickich zwrócony do cmentarza tylną ścianą. Obecnie jest tam prywatny dworek zbudowany współcześnie.